# Francesca Weber
Francesca Weber (* 28. Januar 1989 in Velbert) ist eine ehemalige deutsche Fußballspielerin.

## Karriere

### Vereine
Weber, in Velbert im Kreis Mettmann geboren, begann siebenjährig in Ratingen beim Stadtteilverein SV Hösel mit dem Fußballspielen. Im Alter von zwölf Jahren spielte sie – Wechsel bedingt – eine Saison lang für den Düsseldorfer Stadtteilverein Lohausener SV. Nach Duisburg gelangt, spielte sie dort von 2002 bis 2005 in der Jugendmannschaft des FCR 2001 Duisburg.
Zur Saison 2005/06 rückte sie in die Erste Mannschaft auf und debütierte in der Bundesliga am 14. August 2005 (1. Spieltag) beim 6:0-Sieg im Heimspiel gegen den FSV Frankfurt mit Einwechslung für Patricia Hanebeck ab der 62. Minute. Ihr erstes Punktspieltor in ihren ersten 14 Saisonspielen erzielte sie am 4. März 2006 (13. Spieltag) beim 2:0-Sieg im Heimspiel gegen den SC 07 Bad Neuenahr mit dem Treffer zum Endstand in der 89. Minute. Nach der Folgesaison wechselte sie zur SG Essen-Schönebeck, für die sie bis Saisonende 2008/09 in 40 Punktspielen und einem Pokalspiel zum Einsatz gekommen war. Zur Saison 2009/10 wechselte sie gemeinsam mit ihren Vereinsspielerinnen Isabelle Linden und Stephanie Mpalaskas zum Zweitligisten Bayer 04 Leverkusen. Am Ende ihrer Premierensaison, in der sie für den Verein in ihrem ersten Punktspiel am 20. September 2009 (1. Spieltag), beim 4:0-Sieg im Heimspiel gegen den FV Löchgau das Tor zum 1:0 in der sechsten Minute erzielte, stieg sie mit diesen als Erster der Gruppe Süd der seinerzeit zweigleisigen 2. Bundesliga in die Bundesliga auf, der sie bis zum Ende ihrer Spielerkarriere zum Saisonende 2016/17 angehören sollte.

### Nationalmannschaft
Weber bestritt für die Juniorenauswahlen des DFB insgesamt 21 Länderspiele. Ihr Debüt als Nationalspielerin gab sie am 13. April 2006 beim 2:2-Unentschieden im Testspiel gegen die U19-Nationalmannschaft der Schweiz, noch bevor sie fünf Tage später beim torlosen Remis im Testspiel gegen die U17-Auswahl Dänemarks für diese Altersklasse debütierte. In der EM-Qualifikation kam sie im ersten Spiel, beim 6:0-Sieg über die Auswahl Tschechiens, zum Einsatz und traf zum 3:0 in der 20. Minute. In der zweiten Qualifikationsrunde kam sie beim 8:3-Sieg über die Auswahl Russlands ebenfalls zum Einsatz. Mit der gelungenen Qualifikation nahm sie mit der U19-Nationalmannschaft dann an der vom 7. bis 19. Juli 2008 in Frankreich ausgetragenen Europameisterschaft teil. Sie bestritt alle Spiele der Gruppe B und das mit 2:4 im Elfmeterschießen gegen die Auswahl Norwegens verlorene Halbfinale.
Zuletzt gehörte sie 2008 zum Kader der U20-Nationalmannschaft; einen Einsatz konnte sie jedoch nicht verzeichnen.

## Erfolge
- Meister 2. Bundesliga Süd 2010 und Aufstieg in die Bundesliga

## Sonstiges
Francesca Weber absolvierte ein Lehramtsstudium (Sport und Englisch) an der Universität Duisburg-Essen und ist gegenwärtig als Lehrerin tätig.

## Anmerkung / Einzelnachweise
1. ↑  Zweitligastatistik unvollständig und daher ohne Berücksichtigung
2. ↑  Drei starke Neuzugänge bei den Bayer 04-Frauen auf bayer04.de
3. ↑  FRAUEN: DER UMBRUCH HAT BEGONNEN – Weber und Schwab hängen die Schuhe an den Nagel auf bayer04.de
4. ↑  U 19-FRAUEN STARTEN MIT 6:0 IN ERSTE EM-QUALIFIKATIONSRUNDE auf dfb.de
5. ↑  U 19-FRAUEN STARTEN MIT 8:3 GEGEN RUSSLAND INS TURNIER auf dfb.de

| Personendaten    | Personendaten             |
| ---------------- | ------------------------- |
| NAME             | Weber, Francesca          |
| KURZBESCHREIBUNG | deutsche Fußballspielerin |
| GEBURTSDATUM     | 28. Januar 1989           |
| GEBURTSORT       | Velbert, Deutschland      |